# Étude de cinq vaches
Étude de cinq vaches est un tableau réalisé par le peintre flamand Jacob Jordaens vers 1620. De format horizontal, cette huile sur toile est une peinture animalière qui représente cinq vaches, trois dans la moitié supérieure de la composition et les deux autres dans la moitié inférieure. Achetée en vente publique en 1837, cette étude est conservée au palais des Beaux-Arts de Lille, à Lille, dans le Nord, en France.

## Postérité
Étude de cinq vaches a fait l'objet d'une réinterprétation postimpressionniste par l'artiste néerlandais Vincent van Gogh en 1890. Son tableau Les Vaches fait également partie des collections du palais des Beaux-Arts de Lille.

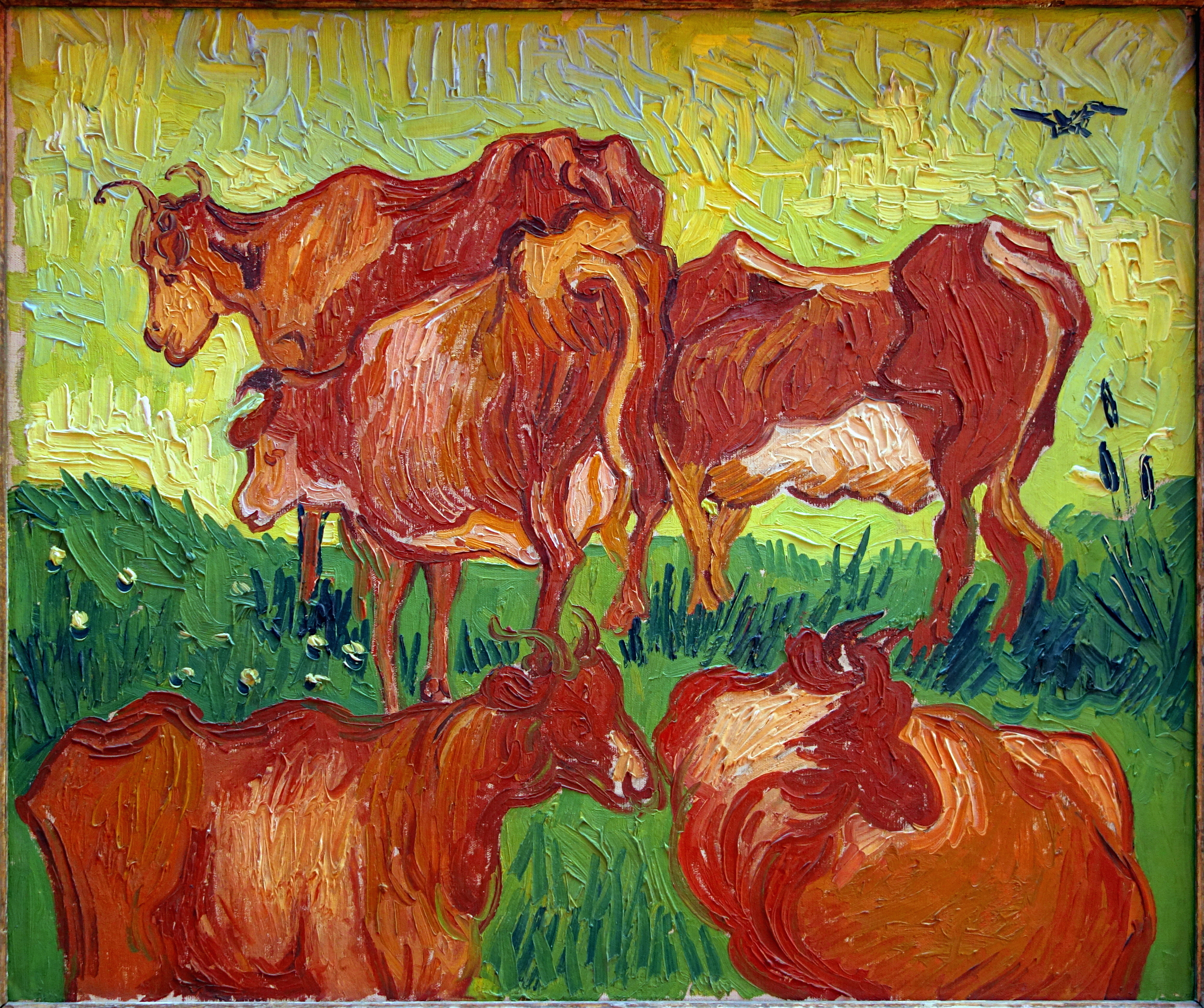
Les Vaches, 1890 – Palais des Beaux-Arts de Lille, Lille.